# نیترات استر

پینتریت یک مادهٔ منفجرهٔ تجاری مهم است که چهار گروه استر نیترات در خود دارد.

نیترات استر(به انگلیسی: Nitrate ester) یک گروه عاملی آلی با فرمول عمومی RONO2 است که در آن R می‌تواند هر مادهٔ آلی اضافی باشد. این مواد، استرهای اسید نیتریک و الکل اند. یک نمونهٔ شناخته شدهٔ استر نیترات، نیتروگلیسیرین است که برخلاف نامش یک ترکیب نیترو نیست.

## ساخت و واکنش‌ها
استرهای نیترات معمولاً با فشرده سازی اسید نیتریک و الکل بدست می‌آید: برای نمونه ساده‌ترین استر نیترات، متیل نیترات است که از واکنش متانول و نیتریک اسید در حضور اسید سولفوریک بدست می‌آید:
CH3OH + HNO3 → CH3ONO2 + H2O
به این فشرده سازی گاهی «نیتروکسیلاسیون» می‌گویند.

## کاربرد انفجاری
متلاشی شدن دمایی استرهای نیترات منجر به آزادسازی نیتروژن گازی (N2) و دی اکسید کربن می‌شود. انرژی بسیار زیاد انفجار به دلیل قدرت زیاد میان پیوندهای نیتروژن مولکولی است. معادلهٔ استوکیومتری زیر چگونگی انفجار نیتروگلیسیرین را بیان می کند.
دلیل طبیعت بسیار حساس برخی نیترات‌های آلی،Si(CH2ONO2)4. است. یک دانه بلور این ترکیب در تماس با یک تفلون می‌تواند دچار انفجار شود.

## کاربرد پزشکی
استرهای نیترات ایزوسورباید دی نیترات (ایزوردیل) و ایزوسورباید مونو نیترات (ایمدور، ایزمو، مونوکت) در بدن به نیتریک اسید تبدیل می‌شوند که نقش گشادکنندگی رگ‌ها را دارد. در پزشکی از این استرها به عنوان دارو برای درمان آنژین صدری (بیماری سرخرگ کرونری) استفاده می‌شود.

## ترکیب‌های مشابه
استیل نیترات یک انیدرید نیترات است که از تراکم نیترات و استیک اسیدها بدست آمده است.